# 物部哥非
物部哥非（もののべ の かひ）は、欽明朝前半期の物部連の百済官僚。日本人であるが、百済王権に仕えた倭系百済官僚。官位は奈率。

## 概要
物部哥非は、欽明天皇五年に奈率の官位を帯び、百済から倭国への使節団の一員として来日している。
物部麻奇牟、物部用歌多、物部烏と共に、物部伊勢父根の係累とする説がある。
『勿部将軍功徳記』に登場する百済の勿部珣を「物部珣」とし、物部氏の末裔とする説が有力である。